# ولاية عثمانية
الولاية ((بالتركية: Vilayet)‏، التلفظ التركي: ‎[vilaːˈjet]‏) في التقسيم الإداري العثماني كانت تشكل المستوى الإداري الأولي (الأعلى) بعد إلغاء نظام الإيالات عام 1864.

## الخرائط

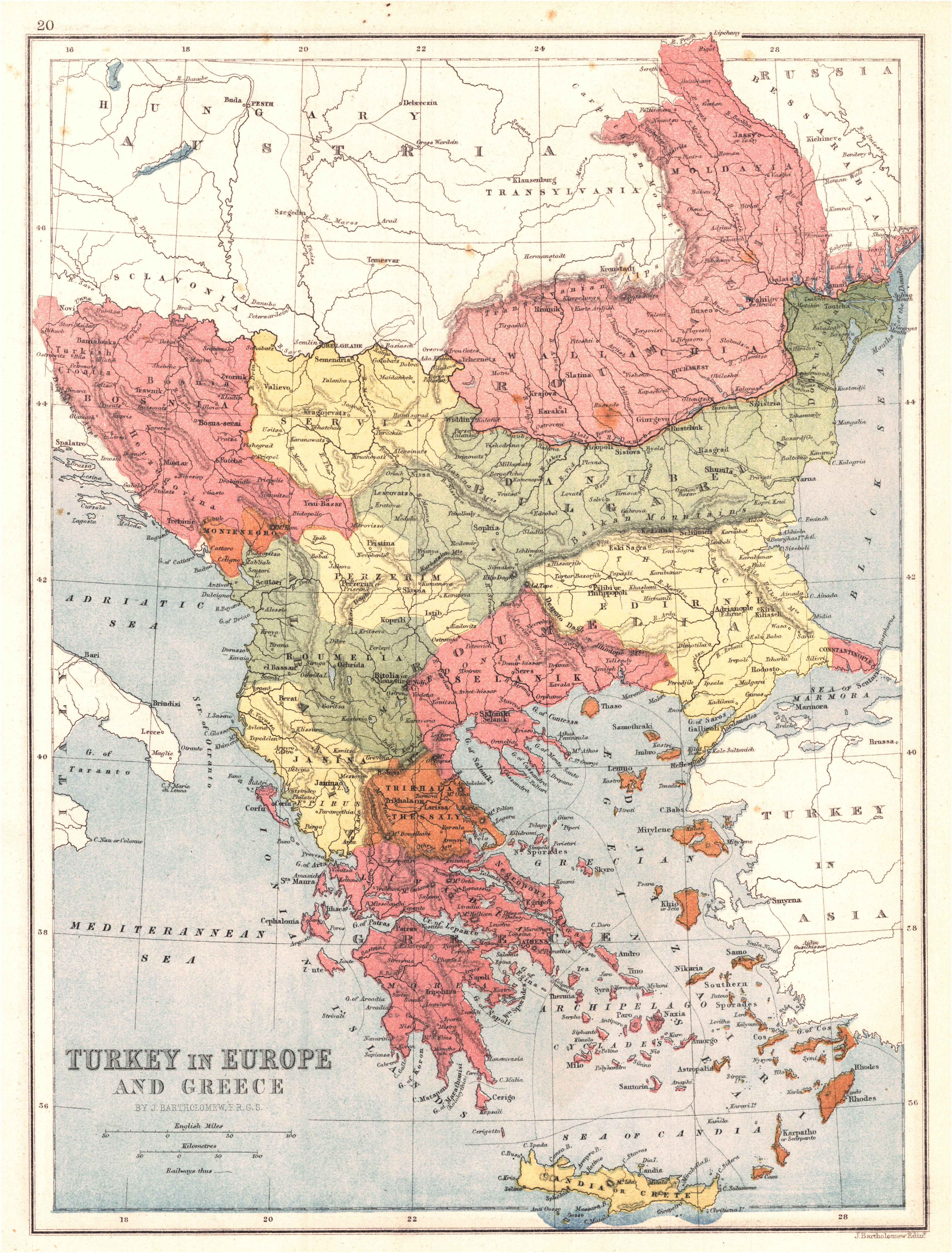
ولايات أوروبا في عام 1870
الولايات في عام 1877
ولايات أوروبا في عام 1893
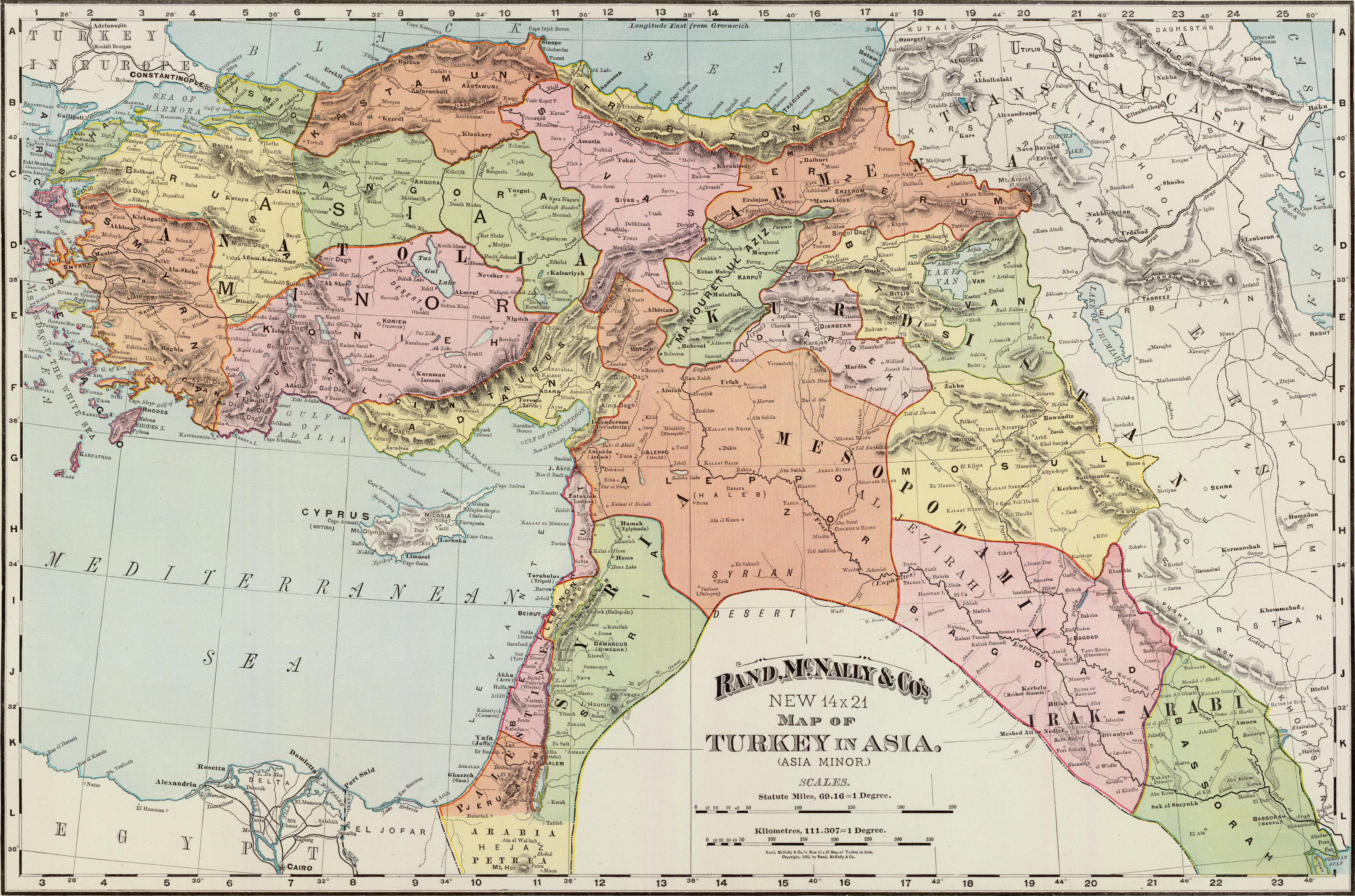
ولايات آسيا في عام 1897
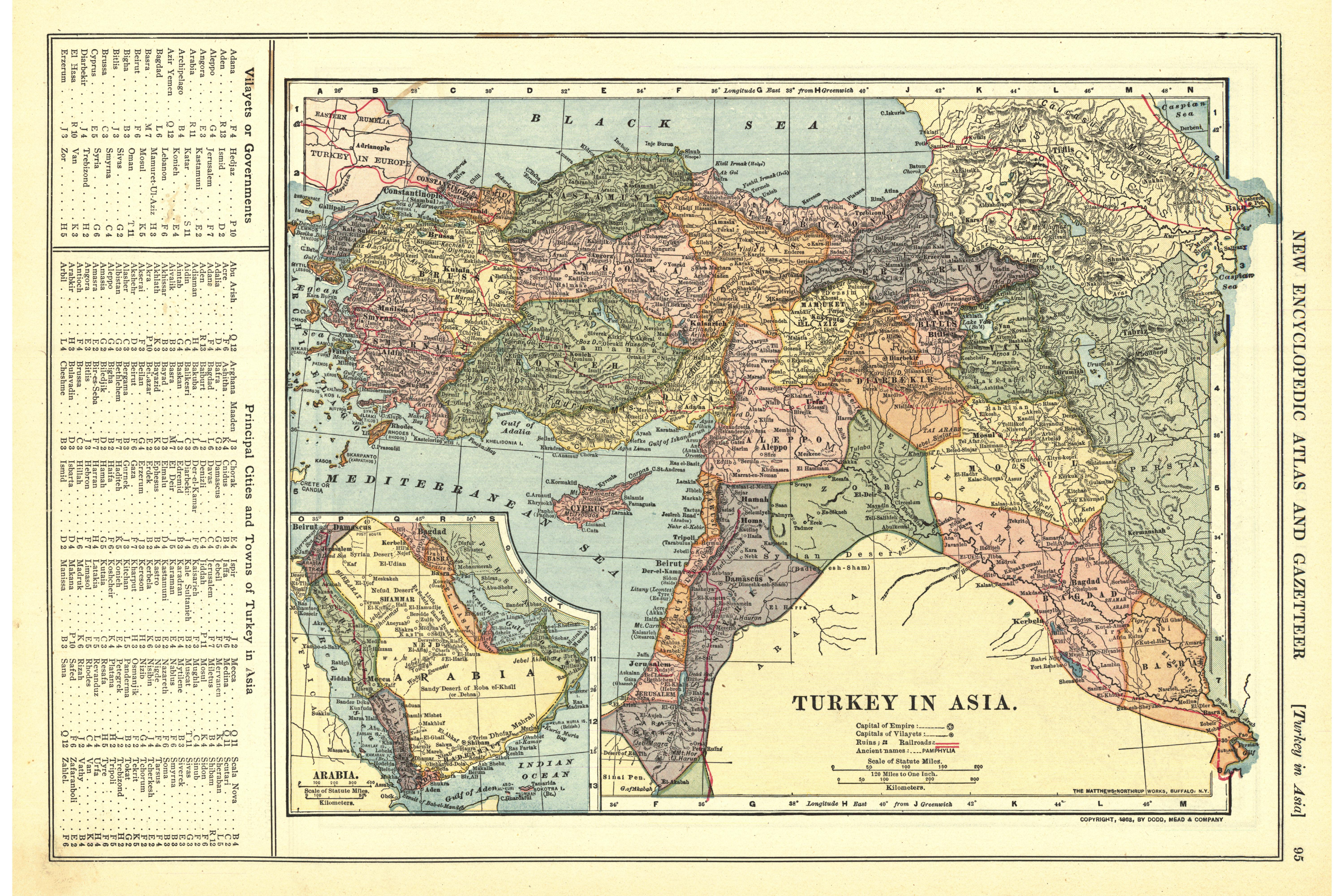
ولايات آسيا في عام 1909
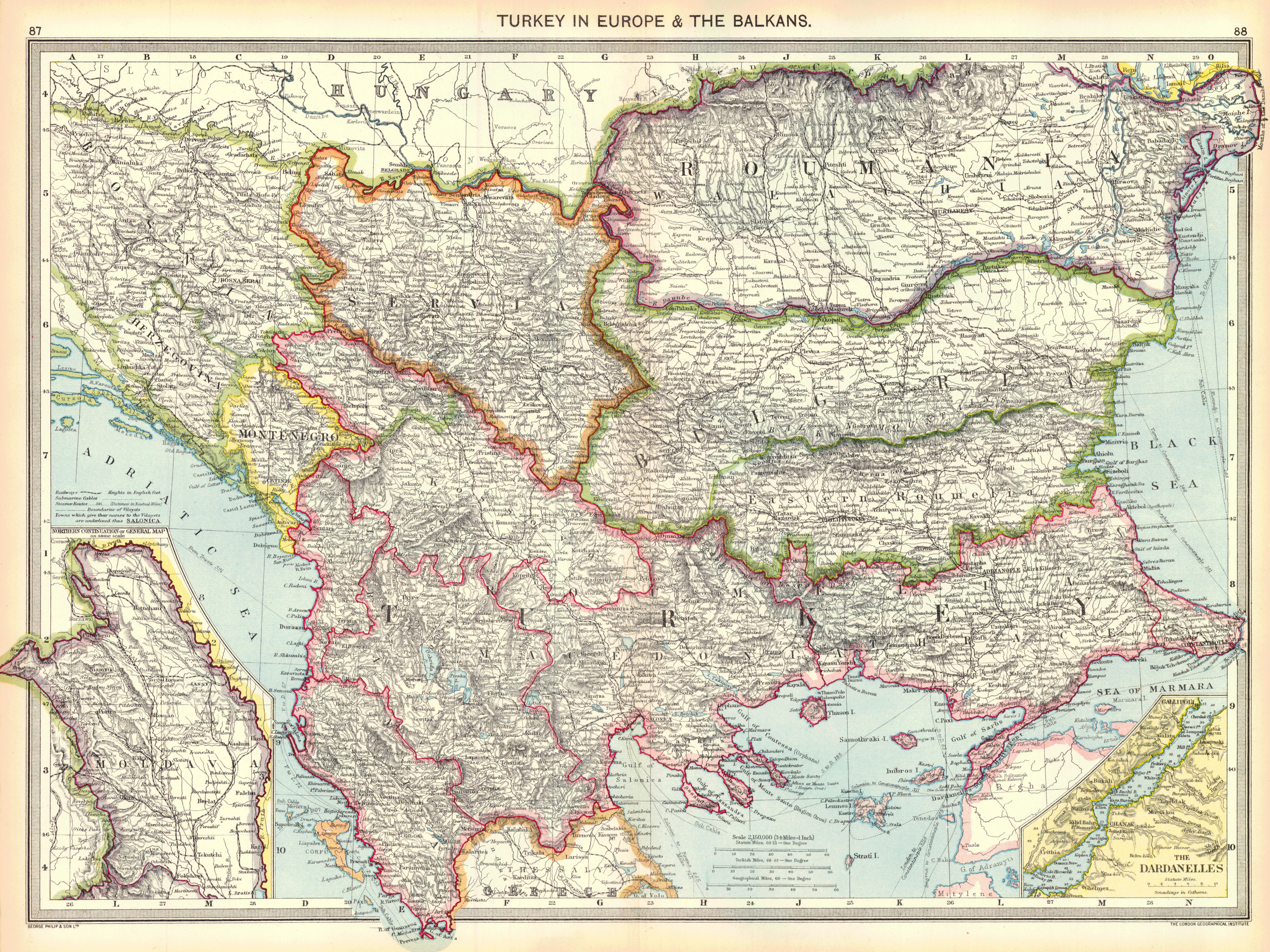
ولايات أوروبا في عام 1910
ولايات آسيا في عام 1911
- Teşkil-i Vilâyet Nizamnâmesi in Ottoman Turkish, published in Düstur series 1, Volume 1, Page 608